# Вежа у Столп'є
Вежа у Столп'є — руїни середньовічної вежі у селі Стовп (Столп'є) на Холмщині, на відстані 8 кілометрів від Холма. Найстаріша мурована будівля на теренах східної Польщі, що не має відомих аналогів.

## Галерея

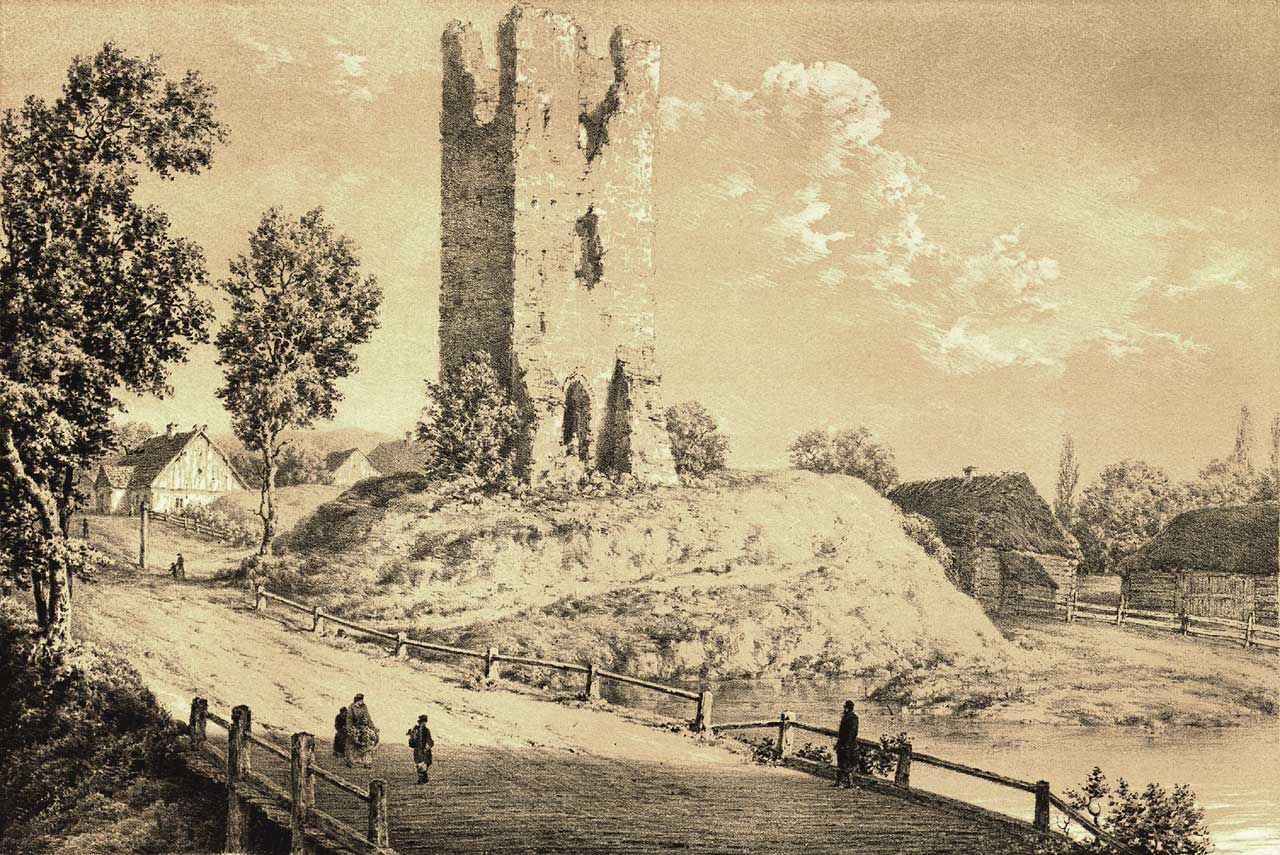
Столп'є. Літографія 1873-1883 Наполеона Орда
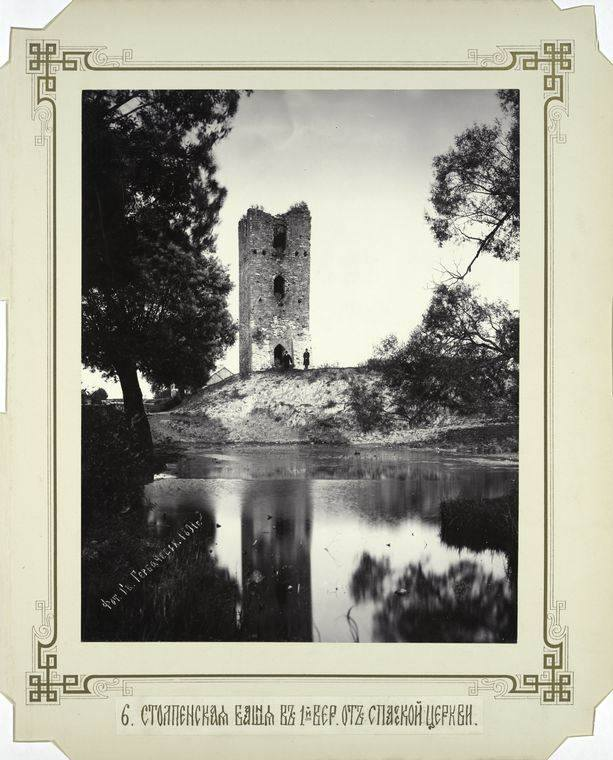
Вежа у Столп'є 1891р. Холмщина